# Баламутівка (Чернівецький район)
Баламу́тівка — село в Україні, у Юрковецькій сільській громаді Чернівецького району Чернівецької області.

## Назва
Назва села походить від назви річки Баламутка, що протікає селом.

## Географія
Розташоване за 40 км від обласного центру.

## Історія
У трьох кілометрах від населеного пункту на межі IX-X ст. було споруджено Баламутівське городище.
За даними на 1859 рік у власницькому селі Хотинського повіту Бессарабської губернії, мешкало 559 осіб (284 чоловічої статі та 275 — жіночої), налічувалось 112 дворових господарств, існували православна церква та кордон.
Станом на 1886 рік у власницькому селі Ґрозинської волості, мешкало 896 осіб, налічувалось 174 дворових господарства, існували 3 лавки.

## Населення
Згідно з переписом УРСР 1989 року чисельність наявного населення села становила 1787 осіб, з яких 795 чоловіків та 992 жінки.
За переписом населення України 2001 року в селі мешкали 1783 особи.

### Мова
Розподіл населення за рідною мовою за даними перепису 2001 року:
| Мова       | Відсоток |
| ---------- | -------- |
| українська | 99,16 %  |
| російська  | 0,78 %   |
| румунська  | 0,06 %   |

## Пам'ятки природи
Поруч із селом розташована Баламутівська печера — одна з найвідоміших у Європі печера з настінними малюнками первісних людей. Також є пам'ятки природи Карстова печера «Дуча», Кісткові залишки слона південного і заказник Баламутівська стінка.

## Світлини

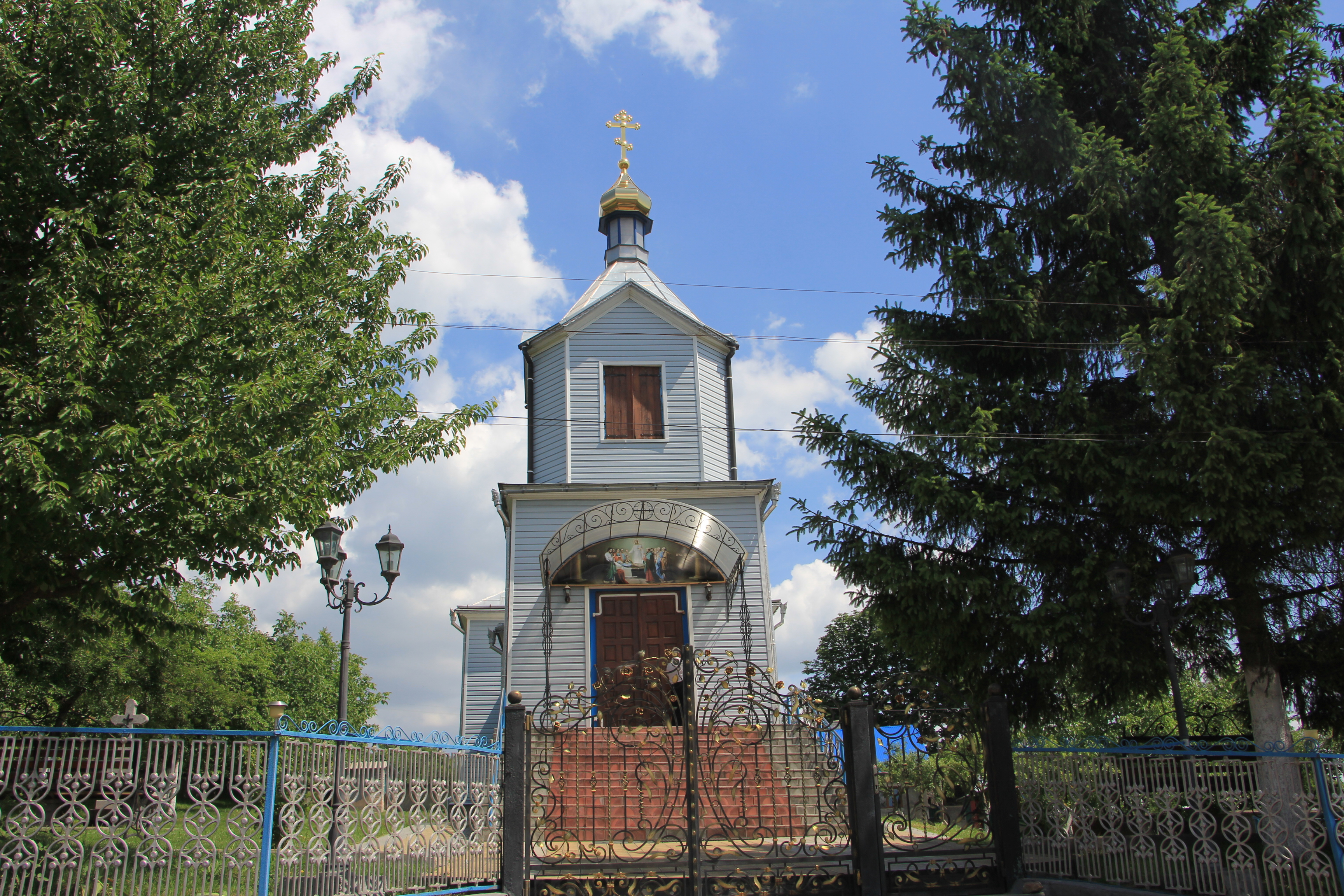
Церква Успіння Пр. Богородиці 1892 с. Баламутівка
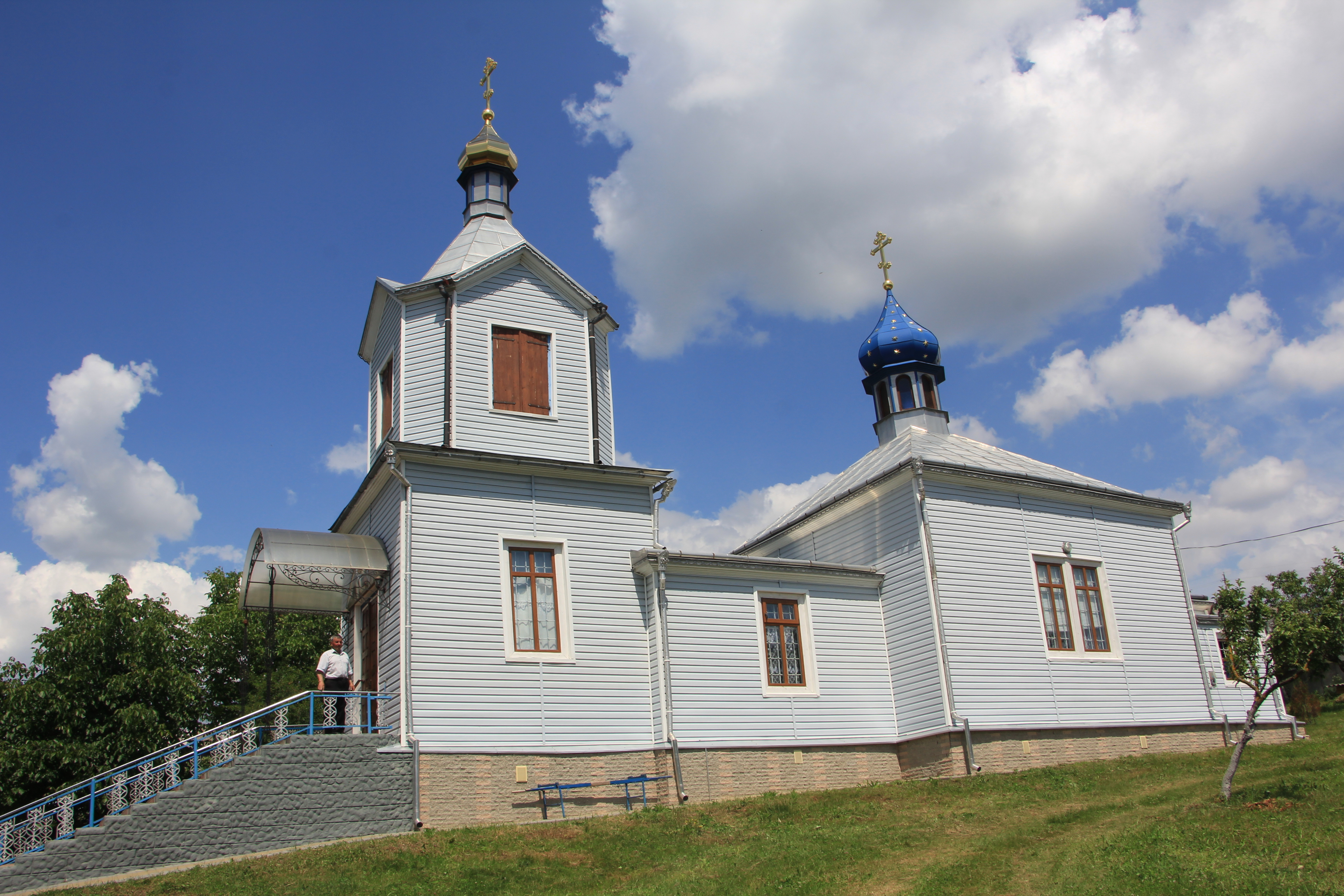
Церква Успіння Пр. Богородиці 1892 с. Баламутівка